# Paianios (Präfekt)
Paianios (lateinisch Paianius) war ein oströmischer Politiker des ersten Viertels des 5. Jahrhunderts.
Im Jahr 404, also zur Zeit des Kaisers Arcadius, bekleidete er das Amt des Stadtpräfekten (praefectus urbi) von Konstantinopel. Er war ein Anhänger und Freund von Johannes Chrysostomos, mit dem er korrespondierte. Johannes’ Briefe stellen die einzigen Quellen für die Existenz des Paianios dar. Paianios’ Cousin Theodoros war Bischof von Mopsuestia.